# Едвард Бенеш
Е́двард Бене́ш (чеськ. Edvard Beneš; 28 травня 1884, Кожляни, Чехія — 3 вересня 1948, Сезімово Усті, Південночеський край) — чеський політик, державний діяч Чехословаччини.

## Життєпис
Едвард Бенеш народився 28 травня 1884 року неподалік від міста Раковнік в Центральній Чехії в родині небагатого селянина. У 1896—1904 роках навчався в гімназії в Винограді (нині район Праги). У 1904 році вступив у Вільну школу політичних і соціальних наук в Сорбонні (Париж, Франція), навчався також в Берліні, ступінь доктора прав отримав в 1908 році в Діжоні. Роком пізніше в Празі захистив дисертацію на ступінь доктора філософії.
Викладав у комерційній академії в Празі, в 1912 році отримав посаду доцента на філософському факультеті Празького університету ім. Карла IV. Опублікував кілька монографій з соціології, як журналіст виступав в соціал-демократичній пресі.
З 1914 року — учасник національного руху. Спільно з Т. Масариком очолив у Парижі «Чеський комітет дії».

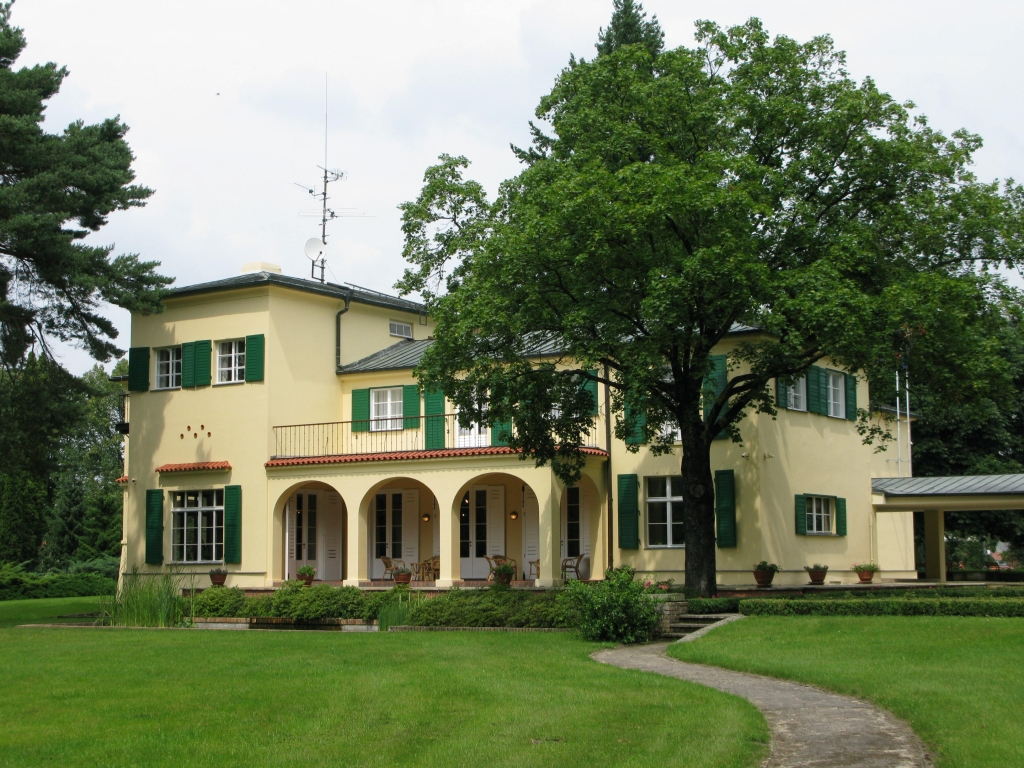
Вілла Е. Бенеша у Сезімово Усті

Разом із Т. Масариком і генералом М. Штефаніком — головні творці чехословацької державності.
1918—1935 — міністр закордонних справ Чехословаччини. Тісно співпрацював із Францією та Британією.
1935—1938 — президент Чехословацької Республіки.
Після Мюнхенської угоди 1938 року емігрував до США, а потім до Англії, де у 1940 році очолив емігрантську «Національну раду», яка боролась за відновлення Чехословаччини.
1945 — відновлений на посаді президента республіки, а 1946 року знову обраний президентом.
У лютому 1948 року поступився тиску комуністів на чолі з прем'єр-міністром К. Готвальдом. Е. Бенеш прийняв відставку міністрів трьох демократичних партій і погодився із змінами в уряді, внаслідок яких вся влада в республіці опинилася в руках Комуністичної партії.

## Другий президент Чехословаччини
Бенеш грав важливу роль у внутрішній політиці, будучи однією з опор «Граду» — політичних сил, близьких до президента Масарика. У 1921—1922 роках був прем'єр-міністром. З 1926 року — в керівництві Чехословацької національно-соціалістичної партії, впливової сили, яка підтримувала «Град» (президентську адміністрацію).
Після відставки президента Масарика 18 грудня 1935 року був обраний другим президентом Чехословаччини. Суперником на виборах був Богуміл Немец. Обранню передували тривалі закулісні переговори, пов'язані з тим, що впливові праві й консервативні сили спочатку виступали проти обрання Бенеша президентом, вважаючи його занадто «лівим» політиком. В результаті, Бенеш набрав в парламенті переважну більшість голосів — за нього голосували практично всі чеські партії, включаючи комуністів, і Глінкова словацька народна партія, проти виступили представники партії Генлейна і чеські крайні праві сили.
У вересні 1938 року Бенеш, шукаючи вихід з напруженої ситуації в Судетах, що загрожувала перерости в міжнародну кризу, запропонував урядам в Парижі і Лондоні свій «секретний план», який передбачає передачу Німеччині частини Судет і паралельним виселенням до Німеччини ще одного мільйони судетських німців з Чехословаччини. Цей план був повідомлений як посланцям Франції і Великої Британії в Празі, так і французькому кабінету через особистого представника Бенеша. Міністра соціальної опіки Яромира Нечаса. Після прийняття на Мюнхенській конференції 30 вересня 1938 року рішення про передачу Судет Німеччині, Бенеш схвалив (з протестом) цей крок.
5 жовтня пішов Бенеш у відставку. Покинув країну, жив в Лондоні, потім в Сполучених Штатах як приватна особа. Висловив протест керівникам демократичних держав після окупації чеських земель Німеччиною в березні 1939 року.

## Друга відставка і смерть
Під час політичної кризи в лютому 1948 року Бенеш поступився тиску комуністів на чолі з прем'єр-міністром Клементом Готвальдом, в результаті чого прийняв відставку міністрів трьох демократичних партій і погодився зі змінами в уряді, в результаті яких всі важелі влади в Чехословаччині виявилися в руках Комуністичної партії.
Тим часом, до прийняття цього рішення Е. Бенеша підштовхував СРСР. За деякий час до передачі влади Готвальду Бенеш зустрічався з Павлом Судоплатовим, який прибув до Праги за особистою вказівкою Сталіна. Судоплатов повідомив Бенешу, що якщо той відмовиться покинути пост і передати владу комуністам, то СРСР оприлюднить відомості про співпрацю Бенеша з НКВД, зокрема, розписку про передачу Бенешу агентом НКВД 10 000 доларів в 1939 році. Крім того, Судоплатов повідомив, що в Празі вже знаходяться близько 400 радянських спецназівців, що мають наказ силою поставити Готвальда при владі. Побоюючись кровопролиття, Бенеш змушений був прийняти умови Сталіна.
Після цього Бенеш покинув Прагу і оселився на своїй віллі в Південночеському місті Сезімово-Усті (95 км на південь від Праги). У столиці Бенеш з'явився лише двічі, на похоронах міністра закордонних справ Яна Масарика та відзначення 600-річчя Карлового університету, однак продовжував ще кілька місяців обіймати посаду президента. У травні 1948 року Бенеш відмовився підписати нову конституцію країни, розроблену комуністами, а 7 червня подав у відставку, обгрунтувавши в офіційному листі парламенту своє рішення через стан здоров'я. 14 червня Національна асамблея обрала президентом республіки Готвальда.
Незабаром після цього (3 вересня 1948 року) Едвард Бенеш помер, похований в Сезімово-Усті.